# Porphyrinia leucota
Porphyrinia leucota är en fjärilsart som beskrevs av George Francis Hampson 1910. Porphyrinia leucota ingår i släktet Porphyrinia och familjen nattflyn. Inga underarter finns listade i Catalogue of Life.